# Jean-Paul Tony Helissey
Jean-Paul Tony Helissey (* 28. März 1990 in Pointe-à-Pitre, Guadeloupe als Jean-Paul Helissey) ist ein französischer Florettfechter.

## Erfolge
Jean-Paul Tony Helissey erzielte seinen ersten internationalen Erfolg mit der Bronzemedaille bei den Europaspielen 2015 in Baku. Er erreichte das Halbfinale der Einzelkonkurrenz, in dem er Timur Arslanow unterlag. Bei den Olympischen Spielen in Rio de Janeiro war Tony Helissey Ersatzmann im Mannschaftswettbewerb und kam im Finale gegen Russland zu seinem einzigen Einsatz. Die russische Equipe setzte sich mit 45:41 gegen Frankreich durch, sodass Tony Helissey gemeinsam mit Jérémy Cadot, Enzo Lefort und Erwann Le Péchoux die Silbermedaille erhielt. Nach dem Olympiasilber erhielt er im Dezember 2016 das Ritterkreuz des Ordre national du Mérite.